# Социальное предпринимательство в России
Социальное предпринимательство в России находится в стадии становления. Его зарождение как явления постсоветской истории страны следует отнести к первой половине 2000-х годов, хотя схожие инициативы отдельных энтузиастов эпизодически имели место уже в 1990-х годах, а прообразы социально-предпринимательской активности можно обнаружить и в более ранние периоды, вплоть до рубежа XIX—XX веков.
Системное развитие этого направления деловой активности начинается со второй половины 2000-х годов и связано, в первую очередь, с появлением в России ряда сильных системных частных игроков, развивающих инфраструктуру, стимулирующих социальных предпринимателей, разрабатывающих и продвигающих теоретическую базу. Их усилиями идеи социального предпринимательства доносятся до законодательной и исполнительной властей, бизнес-сообщества, общества в целом и потенциальных социальных предпринимателей, что постепенно создаёт, оформляет и структурирует эту область. С начала 2010-х годов в России возникают Центры инноваций в социальной сфере (ЦИСС), в рамках которых ведётся обучение методам социального предпринимательства и осуществляется поддержка существующих проектов. Аналогичную работу проводят организации, образующие инфраструктуру поддержки малого и среднего предпринимательств (центры «Мой бизнес»).
По данным на конец 2020 года, популярность социального предпринимательства в России остаётся низкой: социальным бизнесом занимаются не более 1 % российских предпринимателей. Их вклад в ВВП страны в 2015 году составил 0,36 %. 72 % российских социальных предпринимателей — женщины в возрасте 30-60 лет, 52 % российских социальных предприятий ориентированы на детей, и ещё 25 % связаны с обслуживанием детей с особенностями развития. Только 10 % российских социальных предприятий производят товары, 90 % оказывают услуги, 43 % из которых — проекты в сфере образования.
В России действует ряд устойчивых проектов, в основном, в областях фермерского хозяйства, переработки некоторых видов бытовых отходов, поддержки инвалидов, пожилых людей и выпускников детских домов, возрождения ремёсел и народных промыслов, местного туризма, но и они не могут похвастаться безусловной успешностью, масштабами деятельности, а тем более тиражируемостью своего опыта. Целые проблемные области первостепенной важности, такие как наркомания, алкоголизм, безработица, общий низкий уровень жизни, коррупция и бюрократия, остаются без внимания социальных предпринимателей.
Среди причин низкой популярности социального предпринимательства в России следует выделить общую несформированность класса традиционных предпринимателей, из числа которых впоследствии должны выделиться представители социального бизнеса, недостаточную информированность и слабую проработку теоретической базы. Сворачивание работы международных некоммерческих организаций в России с начала 2000-х годов, недостаток реальной поддержки на федеральном уровне ряда традиционных для социальных предпринимателей видов деятельности и скудность законодательной базы также тормозят прогресс в этой области.
26 июля 2019 года в России вступил в силу Закон № 245-ФЗ «О внесении изменений в Федеральный закон „О развитии малого и среднего предпринимательства в Российской Федерации“ в части закрепления понятий „социальное предпринимательство“, „социальное предприятие“».

## История

### Российская империя
Одним из исторических примеров социального предпринимательства в России считаются дома трудолюбия, трансформировавшиеся из работных домов в конце XIX века.
Появившиеся в России XVIII века работные дома долгое время оставались, в первую очередь частью, системы исполнения наказаний, направленной на изоляцию и принуждение к труду преступников и прочих асоциальных элементов. Идея работного дома, позаимствованная из опыта европейских стран, в России не прижилась: более чем за сто лет по всей империи было открыто всего несколько работных домов, причём большинство из них закрывалось вскоре после открытия. В отличие от типичного работного дома, Дом трудолюбия в Кронштадте, созданный настоятелем Андреевского собора в Кронштадте отцом Иоанном и бароном Отто Буксгевденом в 1882 году, был основан на идеях милосердия и благотворительности; нахождение и работа в нём были добровольными.
Стараниями барона Буксгевдена, а также благодаря покровительству великой княгини Александры Иосифовны, опыт устройства домов трудолюбия был в короткие сроки распространён по всей империи. Ко времени Октябрьской революции, положившей конец общественному решению проблем бедности, количество домов трудолюбия исчислялось сотнями, они были представлены в большинстве крупных городов России.

### СССР
Молодое советское государство объявило монополию на решение социальных проблем. Оно также стремилось искоренить индивидуальную предпринимательскую деятельность, заменив её коллективным подходом к ведению хозяйства. В подобных условиях легальное частное социальное предпринимательство существовать не могло. В то же время отдельные исследователи указывают на реализацию принципов социального предпринимательства и в советский период, под контролем государства. В первую очередь, это относилось к трудоустройству инвалидов. В частности, инвалиды по зрению занимались производством авосек, средства от продаж которых направлялись на дополнительное финансирование инвалидных домов.
Период существенного смягчения принципов коллективизма пришёлся на 1920-е годы, после того, как 14 марта 1921 года X съездом РКП(б) была принята новая экономическая политика (НЭП), пришедшая на смену «военному коммунизму», действовавшему в ходе Гражданской войны. Почувствовав свободу, частные предприниматели очень скоро достигли заметных успехов, позволивших им решить собственные социальные проблемы, при этом насытив рынок потребительских товаров и услуг. Однако период НЭПа оказался непродолжителен, и примеров предприятий, которых можно было бы отнести к социальным, история не сохранила.
Исполнив уготованную ему миссию укрепления советской власти, к концу 1920-х годов НЭП был свёрнут. Нэпман на десятилетия превратился в культурного антигероя, а всякое частное предпринимательство было приравнено к извлечению «нетрудовых доходов». Это положение сохранялось до конца 1980-х годов, когда в распадающемся государстве, экономика которого вновь оказалась в глубочайшем кризисе, предпринимательская деятельность была разрешена в форме производственной кооперации.

### Современная Россия
В условиях недостаточной информированности и отсутствия теоретической базы первые социальные предприниматели современной России первоначально не отождествляли себя с этим понятием. Одним из ранних примеров социального предприятия следует считать уличную газету «На дне» (с 2003 года — «Путь домой»), распространяемую с 1994 года бездомными Санкт-Петербурга.
В 1990-х годах в России зародилось микрофинансирование, традиционно относимое к социальному предпринимательству. К концу XX века назрела потребность в организации, представляющей интересы всего микрофинансового движения, и в 2002 году был создан Российский микрофинансовый центр (РМЦ).
Прецедент институализации социального предпринимательства был создан в 2003 году в Новосибирске, где при Институте дополнительного образования НГТУ был основан Центр социального предпринимательства. Центр занимался платным обучением студентов и затем оказывал им поддержку в реализации инновационных социальных идей. Поскольку данный проект финансировался международным донором Tempus TACIS, а партнёрами выступали три университета из Великобритании, Германии и Италии, в работе Центра использовался зарубежный опыт и международные передовые практики. В первые годы функционирования Центр сам работал на принципах социального предпринимательства, пользовался поддержкой региональной администрации, при нём был создан молодёжный бизнес-инкубатор. Однако вскоре, с исчерпанием грантовых средств, тематика курсов сместилась в сторону традиционного бизнес-менеджмента, а затем работы в области поддержки социального предпринимательства были свёрнуты.
К 2003 году относится и, вероятно, первый случай заинтересованности социальным предпринимательством со стороны российского крупного бизнеса — алюминиевая компания РУСАЛ запустила программу «Сто классных проектов». Проект был реализован в виде конкурса для старшеклассников в регионах присутствия РУСАЛа. Школьники предлагали проекты решения местных социальных проблем и на конкурсной основе получали содействие в их реализации. Таким образом был реализован ряд проектов помощи ветеранам, пенсионерам, детям-сиротам, бездомным животным, а также проект сохранения местной природы и культуры. Сами по себе все эти проекты являлись не социально-предпринимательскими, а благотворительными (поскольку предусматривали лишь разовую адресную помощь), но вовлечение в их реализацию школ, школ-интернатов, детских домов, специализированных учебных заведений позволяет говорить о присутствии в них элементов практик социального бизнеса.
В 2004 году был основан Молодёжный банк ГБФ «Фонд Тольятти», созданный ЗАО КБ «Лада-кредит» по северо-ирландскому образцу. Молодёжь получила доступ к управлению банком (под контролем более опытного советника-куратора), финансируя социальные, преимущественно также молодёжные проекты.
Системное развитие поддержки социального предпринимательства в России начинается со второй половины 2000-х годов.
С начала 2010-х годов в разных регионах страны появляются Центры инноваций в социальной сфере (ЦИСС), где проводится обучение практикам социального предпринимательства и оказывается поддержка социально-предпринимательским проектам. Аналогичную работу проводят организации, образующие инфраструктуру поддержки малого и среднего предпринимательств (центры «Мой бизнес»).
В 2019 году в России был принят закон о социальном предпринимательстве, призванный оказать финансовую и иную поддержку социальному бизнесу. Для реализации положений принятого закона в реестр субъектов малого и среднего предпринимательства вносятся сведения о статусе «социальных предпринимателей».
Тяжёлым ударом по социальным предприятиям России стали последствия пандемии COVID-19 2020 года. Федеральные и региональные власти разрабатывают и предлагают ряд мер для смягчения последствий кризиса, однако эти действия носят запоздалый, разрозненный и половинчатый характер, не оказывая существенного влияния на ситуацию. Социальные предприятия как самостоятельная категория не отнесены к перечню предприятий, освобождаемых от налогов на период пандемии, социальные предприниматели зачастую не информированы о возможностях получения субсидий и беспроцентных кредитов, в целом не чувствуют поддержки со стороны властей. По словам заместителя председателя комиссии «Опоры России» по социальному предпринимательству Светланы Налеповой, более половины социальных предприятий страны заявили, что не смогут восстановиться после пандемии.
С 2022 года социальное предпринимательство в России существует в условиях трансформации экономики, вызванной международными санкциями. В апреле 2022 года было объявлено о программе поддержки в кризисных условиях социальных предпринимателей и НКО. Конкурсная грантовая программа финансирования и обучения «Начни иначе» организована «Росбанком» и Impact Hub Moscow.
Для решения своих проблем социальные предприниматели самоорганизуются в ассоциации. По состоянию на 2022 год в России действуют более 10 региональных Ассоциаций социальных предпринимателей (АСП).

## Поддержка социального предпринимательства

### Поддержка со стороны крупного бизнеса
В постсоветской России первым обратил внимание на эту сферу деловой активности крупный бизнес, занявшийся оформлением социально-предпринимательской инфраструктуры в рамках собственной благотворительной деятельности и корпоративной социальной ответственности. На 2017 год программами поддержки социального предпринимательства располагают такие системообразующие компании, как «Лукойл», «Русал», «СУЭК», «Северсталь», «Металлоинвест» и другие.
Компания «Русал» Олега Дерипаски уделяет большое внимание социальной деятельности, рассматривая её как часть своей стратегии развития. В 2004 году для управления социальными проектами «Русала» был основан Центр социальных программ. В 2010 году компания объявила о программе «Территория РУСАЛа», в рамках которой было реализовано 50 проектов с объёмом инвестиций 150 млн руб.
В 2014 году компания «Лукойл» совместно с фондом «Наше будущее» для продвижения товаров российских социальных предпринимателей запустила проект «Больше, чем покупка!». Проект был запущен в форме конкурса, победители которого получают возможность реализовывать свои товары в магазинах сети автозаправочных станций «Лукойл» в большей части регионов России. К концу 2016 года, по сведениям самого фонда, к проекту было подключено 134 заправки в 14 регионах России.
Крупнейшая российская угольная компания СУЭК реализует свои социальные программы через фонд социально-экономической поддержки регионов «СУЭК-Регионам». Фонд ведёт деятельность в 48 населённых пунктах России. Среди программ фонда — конкурс социально-предпринимательских проектов «Созидание», проводящийся в два этапа — региональный и межрегиональный. Победители получают финансовую и организационную поддержку на старте проектов.
Металлургический комбинат «Северсталь», расположенный в Череповце, совместно с мэрией города выступил соучредителем «Агентства Городского Развития», на базе которого был организован «Региональный центр инноваций социальной сферы». В этом центре социальные предприниматели получают бесплатную помощь и поддержку: бухгалтерскую, юридическую и финансово-экономическую. При центре работает школа социального предпринимательства.
Собственные программы поддержки социального предпринимательства имеются и у других крупных компаний, таких как «Норильский никель», «Металлоинвест», «Объединённая металлургическая компания» (ОМК) и т. д.
На социальное предпринимательство обращает внимание и классическая банковская сфера, проводя исследования и предлагая специальные программы в этой сфере. В некоторых банках, например, ОАО «МСП Банк» (Внешэкономбанк), специального продукта для социальных предпринимателей на 2015 год не было, однако предоставлялась возможность кредитоваться по пониженной ставке по ряду проектов, к которым относились проекты социального предпринимательства.

### Институциональная поддержка
Ряд институций системной поддержки социального предпринимательства в России также уходят корнями к крупному бизнеcу. На постоянной основе такую поддержку оказывает частный фонд «Наше будущее», который, по мнению ряда специалистов, занимает ведущую роль в этой области. Фонд был основан президентом нефтяной компании «Лукойл» Вагитом Алекперовым и является членом Asian Venture Philanthropy Network (AVPN). Основными видами предоставляемой фондом поддержки являются финансовая (займы, гранты и участие в капитале) и консультационная (прямые консультации, обучение, содействие в обмене опытом, выстраивании взаимоотношений с другими организациями, формирование сообществ социальных предпринимателей и предприятий). Фонд выдаёт беспроцентные займы как начинающим предпринимателям, так и действующему бизнесу. По состоянию на октябрь 2021 года фонд, по собственным данным, оказал поддержку 350 проектам социального предпринимательства, располагавшимся в 59 регионах России, на их реализацию было выделено в виде беспроцентных займов 860 миллионов рублей. Среди основных инфраструктурных проектов фонда: всероссийский конкурс «Социальный предприниматель», Лаборатория социального предпринимательства, программа «Больше, чем покупка!», открывающая социальным предпринимателям доступ в торговые сети, премия «Импульс добра» за вклад в развитие и продвижение социального предпринимательства в России. Фонд также выполняет популяризаторскую и просветительскую функции — издаёт литературу о социальном бизнесе, поддерживает тематические порталы: «Новый бизнес: социальное предпринимательство» и «Банк социальных идей», проводит исследования, выступает организатором научных и общественных дискуссий. При поддержке фонда «Наше будущее» с 2015 по 2019 год также осуществлялось издание ежегодного справочного каталога «Социальное предпринимательство России» — распространяемого бесплатно в печатном и электронном виде проекта Фонда развития медиапроектов и социальных программ Gladway. В 2021 году наследником этого проекта стал ежеквартальный двуязычный (русско-английский) журнал «Позитивные изменения». В 2022 году фонд провёл конкурс на разработку логотипа «социальный предприниматель», аналогичного Российскому знаку качества. Предполагается, что выбранный логотип в виде букв «С» и «П», вместе образующих «сердце», будет использоваться повсеместно в России для идентификации социальных предпринимателей и их продукции.
Агентство стратегических инициатив по продвижению новых проектов (Агентство стратегических инициатив, АСИ) — автономная некоммерческая организация, созданная Правительством России в 2011 году. Агентство декларирует поддержку проектов по нескольким направлениям: инновационный бизнес, поиск и привлечение талантливых молодых лидеров, продвижение и тиражирование социально значимых инициатив. АСИ разработало «дорожную карту» «Поддержки доступа негосударственных организаций к предоставлению услуг в социальной сфере», документ был утверждён правительством в июне 2016 года.
Общественная организация малого и среднего предпринимательства «Опора России» занимается, среди прочего, вопросами развития социального предпринимательства в России. В региональных отделениях организации действуют комитеты по социальному предпринимательству. Проект «Опора-Созидание» апеллирует к традициям благотворительности и меценатства российского предпринимательства и заявлен как направленный на развитие социально-ответственного предпринимательства, распространение практик и моделей корпоративной, благотворительной и социально-направленной деятельности. Особенность проекта — привнесение в предпринимательскую деятельность православной этики (софийность хозяйства).
Российский союз промышленников и предпринимателей (РСПП) также системно продвигает идеи и принципы социального предпринимательства. При РСПП действует Управление корпоративной ответственности, устойчивого развития и социального предпринимательства. Проводится ежегодный всероссийский конкурс РСПП, вопросам социального предпринимательства посвящаются доклады и круглые столы на конференциях в рамках Недели российского бизнеса. В мае 2016 года президенту РСПП Александру Шохину была вручена премия «Импульс добра» от фонда «Наше будущее» за поддержку и продвижение социального предпринимательства.
Межрегиональная общественная организация «Достижения молодых» (англ. Junior Achievement Russia) реализует ряд специализированных программ по обучению предпринимателей, в том числе программу «Социальное предпринимательство», предназначенную для молодёжи 15—18 лет, а также мастер-классы для социальных предпринимателей.
Благотворительный фонд «Навстречу переменам» (англ. Reach for Change) на конкурсной основе поддерживает проекты, направленные на улучшение жизни детей и подростков. Участником конкурса может стать любой желающий, чьи проекты соответствуют ряду условий: социальное воздействие, масштабируемость, финансовая устойчивость, возможность долгосрочного развития. Победившие проекты получают финансовую поддержку, включая выплату зарплаты для инициатора проекта на период его становления, а также консультирование и обучения от партнёров Фонда.
Поддержка социального предпринимательства декларируется и через микрофинансовые организации, которых по данным на 2015 год в России действовало более 600. С 2002 года в России действует Российский микрофинансовый центр (РМЦ), который организует совместные проекты вместе с Творческой лабораторией «Грамин», Yunus Centre и Yunus Social Business. РМЦ активно занимается благотворительностью, его представители участвуют в публичной дискуссии о концепции государственной поддержки социального предпринимательства в стране.
В 2021 году понятие «социального предпринимательства» впервые было закреплено в законе, регулирующем деятельность отдельной организации. Оно включено в закон "О государственной корпорации развития «ВЭБ.РФ», где для главного института развития зафиксирована приоритетность достижения общественно полезных экономических и социальных целей развития, создания условий для решения социальных проблем граждан и общества над задачей по получению дохода.
Среди прочих общественных институтов, последовательно поддерживающих социальное предпринимательство в России, можно выделить Торгово-промышленную палату России и Общественную палату Российской Федерации.
В июне 2022 года в России была образована коалиция участников инфраструктуры поддержки социального предпринимательства. Инициатором создания коалиции выступил Фонд поддержки социальных проектов, учреждённый Агентством стратегических инициатив. В коалицию вошли 15 организаций: фонд «Наше будущее», Благотворительный фонд Елены и Геннадия Тимченко, Фонд социальных инвестиций, фонд «Нужна помощь», Центр общеакадемических образовательных инициатив (РАНХиГС), Фабрика позитивных изменений, Агентство социальной информации, Национальное агентство развития квалификаций, Impact Hub Moscow, Центр социального предпринимательства и социальных инноваций ВШЭ, Международная школа бизнеса финансового университета при Правительстве РФ и другие.
Ведущий в мире фонд поддержки социальных предпринимателей «Ашока» (США) в России не представлен из-за ограничения деятельности иностранных НКО, однако российские социальные предприниматели могут связаться с ним через официальный сайт. Фонд как оказывает финансовую поддержку, так и проводит тренинги для социальных предпринимателей, а также продвигает их проекты и стимулирует информационный обмен.

### Обучение социальному предпринимательству
В 2011 году Омской региональной общественной организацией «Ресурсный центр общественно активных школ» была открыта первая в стране «Школа социального предпринимательства». В следующем, 2012 году, по предложению АНО «Агентство стратегических инициатив по продвижению новых проектов» (АСИ), Ресурсный центр был преобразован в первый в России Центр инноваций в социальной сфере (ЦИСС). В 2013 году было принято решение о тиражировании этого опыта при поддержке АСИ. На 2016 год ЦИССы представлены более чем в 25 регионах России, их число увеличивается. При некоторых из них действуют школы социального предпринимательства, обучение в которых обычно длится 2—6 месяцев. На 2018 год одна Омская школа социального предпринимательства осуществила более 30 выпусков, более 800 её выпускников основали более чем 500 проектов в области социального предпринимательства.
Помимо образовательной, ЦИССы оказывают разностороннюю поддержку социальным проектам малого и среднего предпринимательства: информационную, консультационную, менторскую, юридическую, логистическую, организационную, популяризаторскую — за исключением финансовой. Последнюю могут оказывать региональные фонды, бизнес-инкубаторы, ассоциации предпринимателей. В 2013 году компания «Русал» открыла в Красноярске ЦИСС, деятельность которого направлена на вовлечение людей, обладающих предпринимательской активностью, а также руководителей малого и среднего бизнеса и социально ориентированных некоммерческих организаций в решение социальных проблем регионов через реализацию социально-предпринимательских проектов. «Русал» стал первым представителем крупного бизнеса, поддержавшим создание ЦИССов.
В программе Высшей школы управления и инноваций МГУ присутствует полный академический курс обучения социальному предпринимательству. Курс платный, продолжительностью 72 академических часа, проводят преподаватели юридического факультета и факультета государственного управления МГУ. Среди дисциплин курса: бизнес-планирование, финансовый менеджмент, современный опыт развития социального предпринимательства.
«Центр социального предпринимательства и социальных инноваций» при Высшей школе экономики также предлагает лекции и курсы по социальному предпринимательству.
В Санкт-Петербургском государственном университете с 2015 года действует программа повышения квалификации для социальных предпринимателей, с возможностью прослушать лекции дистанционно и с последующей обязательной аттестацией.

#### Образовательный стандарт
С 2023 года в России разрабатывался образовательный стандарт профессии «Специалист по управлению проектами социального воздействия, мониторингу, контролю и оценке социальных эффектов деятельности предприятий». Разработка прошла этап профессионально-общественного обсуждения.
12 ноября 2024 года Совет по профессиональным квалификациям в сфере управления и права одобрил наименования квалификаций в рамках профессионального стандарта «Специалист по управлению проектами социального воздействия, мониторингу, контролю и оценке социальных эффектов деятельности организаций». Одобрены наименования:
- специалист по оценке социальных эффектов проекта социального воздействия,
- специалист по оценке социальных эффектов проекта социального воздействия в области спорта,
- специалист по оценке социальных эффектов проекта социального воздействия в области образования,
- специалист по мониторингу проекта социального воздействия,
- специалист по мониторингу проекта социального воздействия в области спорта,
- специалист по мониторингу проекта социального воздействия в области образования,
- руководитель проекта социального воздействия,
- методолог проектов социального воздействия[95][96].

Приказ Минтруда от 21.04.2025 № 266н «Об утверждении профессионального стандарта…» был подписан А. О. Котяковым 28 мая 2025 года и на следующий день опубликован на официальном интернет-портале правовой информации. Приказ вступает в силу с 1 сентября 2025 года и действует до 1 сентября 2031 года.

### Государственная поддержка
Хотя на федеральном и региональном уровнях в России отмечаются попытки поддержки социального предпринимательства, им недостаёт системности, и, как следствие, результативность этой деятельности остаётся под вопросом. В отличие от многих развитых стран, социальное предпринимательство в России не признано особым видом экономической деятельности, социальные предприниматели не получают налоговых льгот. Принятый в 2019 года «закон о социальном предпринимательстве» выделяет социальное предпринимательство в отдельную область малого и среднего предпринимательства, таким образом, этот вид экономической активности получил собственную федеральную законодательную базу. Но и после принятия закона социальные предприниматели, по-прежнему, могут надеяться только на адресную финансовую, имущественную, информационную, консультационную поддержку со стороны государства.
Фактически, задача системной поддержки социальных предпринимателей в России переложена на региональные власти и Центры инноваций социальной сферы (созданы по Приказу Минэкономразвития России № 220 от 24.04.2013 и финансируются за счёт субсидий федерального бюджета) и субсидии по Постановлению Правительства Российской Федерации от 23.08.11 № 713 «О предоставлении поддержки социально ориентированным некоммерческим организациям». В частности, на 2011—2013 годы Минэкономразвития России на реализацию мероприятий по поддержке социально ориентированных НКО выделяло бюджетные средства в общем объёме 880 млн рублей, из них 600 млн — на субсидии региональным бюджетам, 132 млн — на прямые субсидии социально ориентированных НКО, 100 млн — на обучение социально ориентированных работников НКО.
На август 2014 года при поддержке Агентства стратегических инициатив (АСИ) и Минэкономразвития начали работать 12 центров инноваций социальной сферы, однако результаты их деятельности на 2015 год не получили широкого освещения в специализированных изданиях. В бюджете 2015 года было заложено 160 млн рублей на субсидирование проектов привлечения частного инвестора в сферу социального обслуживания. К середине 2019 года число ЦИССов достигло 38, к 2024 году планируется довести их количество до 70.
В 2017 году по инициативе гендиректора Агентства стратегических инициатив Светланы Чупшевой и с одобрения президента Владимира Путина был основан федеральный Фонд поддержки социальных проектов. В своём заявлении Чупшева назвала регионы страны, лидировавшие на тот момент по данному показателю: Ханты-Мансийский АО, Башкортостан, Пермский край, Мурманская область, Ульяновская область, Санкт-Петербург.
В августе 2021 года в рамках нацпроекта МСП было решено оказать финансовую поддержку социальным предприятиям в регионах. До конца года социальным предпринимателям на конкурсной основе было предложено получить безвозмездную грантовую помощь на развитие бизнеса. Размер гранта составил до 500 тысяч рублей по России и до 1 млн рублей — для Арктической зоны. На реализацию данной программы было выделено 1,2 млрд рублей. При этом социальным предпринимателям предписывалась изыскать 50 % требуемой суммы в виде софинансирования. В 2022 году требование привлечение софинансирования было смягчено — до 25 % от полной суммы.
Осенью 2024 года при комитете Госдумы по молодёжной политике была создана рабочая группа по вопросам развития социального предпринимательства. Группу возглавил первый заместитель председателя комитета, депутат Госдумы Михаил Киселёв. Координацию работы группы взял на себя представитель Агентства стратегических инициатив Владимир Вайнер. Первое заседание рабочей группы состоялось 7 октября 2024 года.

## Состояние и проблемы социального предпринимательства в России
Социальное предпринимательство в России, хотя и имеет исторические корни, не развито, а предпринимателей, действующих по его канонам, очень мало. Выражается оно обычно в отдельных инициативах, а не в массовом движении. По данным Агентства стратегических инициатив, на 2017 год социальным предпринимательством в России в той или иной форме занимались только около 1 % компаний, в то время как в Западной Европе этот показатель достигает 25 %. В России действовало всего порядка 6,8 тысяч предприятий, которых можно отнести к социальным.
Единственным масштабным комплексным исследованием социального предпринимательства в России остаётся проект Российского микрофинансового центра и британской организации «Оксфам», осуществлённый в 2008—2009 годах. Исследователями были сделаны выводы о «начале пути» российского социального предпринимательства, а также о новизне и отсутствии единого понимания этого термина в российском обществе. В то же время в ходе исследования в России были обнаружены все необходимые условия для развития социального предпринимательства. По итогам этого проекта А. А. Московской была написана монография «Социальное предпринимательство в России и мире. Практика и исследования», остающаяся наиболее обстоятельным и цитируемым трудом на данную тему.
В 2016 и 2019 годах благотворительная организация Thomson Reuters Foundation проводила опросы почти 900 экспертов в области социального предпринимательства из 45 стран с крупнейшей экономикой. В число респондентов были включены исследователи, социальные предприниматели, инвесторы, чиновники и другие компетентные лица. Результатом опроса стал рейтинг стран с лучшими условиями для социальных предпринимателей. В 2019 году Россия почти по всем показателям оказалась в середине или верхней половине списка, показав при этом заметный рост, за исключением простоты реализации товаров и услуг. Исследователи пришли к выводу, что в России наблюдается подъём социального предпринимательства, но общий уровень предпринимательской активности остаётся низким.
|                                                              | 2019         | 2016       |
| ------------------------------------------------------------ | ------------ | ---------- |
| Условия для старта                                           | 28           | 40         |
| Государственная поддержка                                    | 7            | 17         |
| Доступность грантов                                          | 24           | 31         |
| Доступность инвестиций                                       | 25           | 27         |
| Доступность нефинансовой поддержки                           | 12           | 17         |
| Простота продажи товаров и услуг государству                 | 22           | 16         |
| Простота продажи товаров и услуг бизнесу                     | 38           | 31         |
| Простота продажи товаров и услуг частному потребителю        | 23           | 6          |
| Привлечение специалистов высокого уровня                     | 38           | 36         |
| Понимание населением сути социального предпринимательства    | 23           | 27         |
| Возможность обеспечивать себя, занимаясь социальным бизнесом | 7            | 8          |
| Темпы роста социального предпринимательства                  | 23           | 43         |
| Доля женщин среди социальных предпринимателей                | 6 (73,77 %)  | 2 (78,1 %) |
| Доля молодёжи (до 25 лет) среди социальных предпринимателей  | 41 (66,93 %) | -          |

В августе 2014 года вице-президент общественной организации «Опора России» Николай Николаев сформулировал три проблемы, с которыми нарождающееся социальное предпринимательство столкнулось в России: кризис определения, кризис репрезентативности и проблема тиражирования.
Весной 2021 года исследовательская группа «Циркон» представила результаты экспертного исследования «Социальное предпринимательство в России: перспективы развития». Были опрошены 65 экспертов из 23 городов России. При разбросе мнений относительно перспектив развития социального предпринимательства в России, большинство опрошенных сошлись в определении главной проблемы: неразвитость социального предпринимательства как самостоятельного вида бизнеса, выражающаяся в зависимости социальных предпринимателей от внешних факторов, т. н. стейкхолдеров — государства, крупного бизнеса и частных фондов. Причём большинство представителей всех трёх указанных групп в России довольно индифферентны к проблемам социальных предпринимателей, в результате чего последние испытывают «недостаточность поддержки со стороны государства и бизнеса» (в том числе финансовой), страдают от «отсутствия импакт-инвесторов» и «отсутствия устойчивой клиентской базы».

### Достижения социальных предпринимателей
Первый в России проект медицинской сигнализации «Кнопка жизни», система экстренного вызова помощи для пожилых людей и инвалидов, стал победителем всероссийского предпринимательского конкурса «Бизнес Инновационных Технологий 2011», а также конкурса «Телеком Идея», учреждённого компанией МТС, и вошёл в число 10 лучших стартапов 2011 года по версии Forbes.
В 2017 году дипломантом всероссийского конкурса «100 лучших товаров России» впервые стал продукт социального предпринимательства — проект по производству технических средств реабилитации для детей-инвалидов «Я Могу!» из Свердловской области.
В 2023 году, по данным Минэкономразвития, суммарная годовая выручка российских социальных предпринимателей превысила 102 миллиарда рублей.

### Проблема теоретической базы
Определённые трудности создаёт слабая теоретическая база, недостаточная информированность и просвещённость граждан. В целом в России теория социального предпринимательства ещё не является достаточно оформленной и не получила должного распространения. Эксперты и научное сообщество не приходят к единому мнению по отнесению той или иной деятельности в России к социальному предпринимательству. С одной стороны, отмечается, что в России пока не реализуются многие «серийные» проекты, уже опробованные за рубежом — например, в сфере жилья и трудоустройства людей без определённого места жительства, мало проектов в сфере экологии и ряда других. С другой стороны, ставится под сомнение актуальность традиционных «классических» проектов социального предпринимательства. Так, помощник спикера Госдумы Виталий Калинин считает:
Банк Grameen в Бангладеш — да. В России нет проектов социального предпринимательства в сфере микрофинансирования.
Ещё более категорично о проекте, получившем в 2006 году Нобелевскую премию мира, применительно к российским реалиям отзывается Николай Николаев (общественная организация «Опора России»):
Не считаю Grameen социальным предприятием. Он нашёл свою нишу, чтобы продать продукт и механизм продажи денег бангладешским труженикам. Бедность от этого не уменьшилась. Обратно банк забирает больше, чем отдал. Средства даются не только на предпринимательскую деятельность. Обычный нишевой продукт. Можно отнести это к социальному инжинирингу.
Кроме того, специалисты отмечают, что в России социальный бизнес зачастую путают с благотворительностью. Подлинные российские социальные предприниматели редко определяют себя этим модным словосочетанием, а разнообразные имитаторы, напротив, активно его используют для получения доступа к грантам, кредитам, различным преференциям, с целью пиара или как маркетинговый ход.
Николай Николаев замечает, что при всём многообразии определений социального предпринимательства в России наметились два противоположных по смыслу: «предпринимательская деятельность, направленная на решение социальных и экологических проблем, и достижение социально полезных целей», что соответствует классическому пониманию, и «предпринимательство в социальной сфере», нацеленное на извлечение прибыли. По мнению эксперта, второе определение, в отличие от желательного первого, ближе и понятней российским законодателям и государственным деятелям.
В 2016 году директор фонда «Наше будущее» Наталии Зверевой заявила, что проблема идентификации и оценки социального бизнеса в России «ушла в прошлое» и «мы можем говорить о том, что в стране сформировано экспертное сообщество, обладающее профессиональными навыками и компетенциями в области оценки социально-предпринимательских проектов».
Однако экспертное исследование 2020—2021 годов показало, что проблема неопределенности понятия «социальное предпринимательство» не исчезла. Даже эксперты в области социального бизнеса придерживались разных его трактовок, а один из опрошенных оценил степень правовой определённости понятия «социальное предпринимательство» на 2 балла из 10. Около трети экспертов не смогли выбрать близкое им определение из предложенных вариантов и сформулировали собственное. Терминологическая проблема обусловила большой разброс в оценках по остальным пунктам опроса и в итоге была признана базовой для всей области социального бизнеса.

### Проблема репрезентативности
По мнению Николаева, в России складывается ситуация, когда «экспертов больше, чем самих социальных предпринимателей». При этом продолжают создаваться новые инфраструктурные элементы поддержки социального бизнеса, что не приводит к ожидаемому росту числа социальных предпринимателей. В целом, наблюдается диспропорция: высокая активность со стороны экспертов и государства «сверху» при низкой активности граждан «снизу».
Если экспертами и филантропами от крупного бизнеса движет энтузиазм, то государство в лице чиновников видит в «социальном предпринимательстве» универсальное средство решения накопившихся социальных проблем. Однако усилия тех и других подчас разбиваются о пассивность потенциальных социальных предпринимателей. Антон Яремчук (АСИ) видит главную проблему российского социального предпринимателя именно в его «иждивенческом подходе, ощущении, что государство ему лично что-то должно».
Что же касается усилий государства, то А. Московская, комментируя проект Минэкономразвития по созданию Центров инноваций в социальной сфере и прогнозы АСИ получить к 2020 году 50 тысяч социально-ориентированных предприятий, заметила, что «по плану социальное предпринимательство не создается ни в одной стране» и что подобные инициативы должны не идти «сверху», а быть «рождены самим бизнесом».

### Проблема тиражирования
С тиражируемостью, одним из основных признаков бизнеса, претендующего на социальность, дела в России обстоят также неблагополучно. Практически каждое относительно успешное социальное предприятие существует благодаря энергии, харизме и другим личным качествам своего основателя. Если он покидает созданное им социальное предприятие, оно либо перестаёт существовать, либо вскоре трансформируется в обычный бизнес-проект.

### Правовое регулирование
Из-за недостаточной проработанности теоретической базы в Законодательстве РФ долгое время отсутствовал отдельный общеправовой раздел о социальном предпринимательстве. Отсутствовала законодательная база, которая могла бы урегулировать все вопросы социального предпринимательства, упростить создание социальных предприятий и снизить налоговое бремя для социальных предпринимателей.
До 2019 года единственным законодательным актом федерального уровня, содержащим определение социального предпринимательства, оставался приказ Минэкономразвития России от 24 апреля 2013 г. N 220 «Об организации проведения конкурсного отбора субъектов РФ, бюджетам которых в 2013 году предоставляются субсидии из федерального бюджета на государственную поддержку малого и среднего предпринимательства субъектами РФ». Содержащееся в нём определение применялось только для получателей поддержки по указанной Министерством линии и, по оценке экспертов, было размыто, терминологически несовершенно и, фактически, не обеспечивало законодательную поддержку социальному предпринимательству в классическом понимании, особенно с учётом многообразия его форм.
В сентябре 2013 года Комитет Совета Федерации по социальной политике подготовил поправки ко второму чтению законопроекта «Об основах социального обслуживания населения в РФ», вводящие в федеральное законодательство термины «социальный предприниматель» и «социальное предпринимательство», однако они не были приняты.
Новая попытка была предпринята 16 октября 2014 года: группой парламентариев из Верхней и Нижней палат Федерального Собрания в Государственную Думу был внесён законопроект о социальном предпринимательстве и формах его поддержки, однако и он не был принят
.
В августе 2016 года Минэкономразвития выступило с инициативой изменения действующего законодательства с целью закрепления в нём понятия «социальное предпринимательство». Обсуждение проекта федерального закона «О внесении изменений в отдельные законодательные акты Российской Федерации (в части закрепления понятия „социальное предпринимательство“)» проходило на «Федеральном портале проектов нормативных правовых актов». В основе его лежал законопроект, внесённый годом ранее Галиной Кареловой, Людмилой Боковой и рядом других сенаторов и депутатов при поддержке Российский союза промышленников и предпринимателей и лично Александра Шохина. Авторами предлагалось внести соответствующие изменения и дополнения в федеральные законы № 135-ФЗ «О защите конкуренции» и № 209-ФЗ «О развитии малого и среднего предпринимательства в Российской Федерации». По результатам общественного обсуждения и последовавшей критики законопроект пришлось серьёзно дорабатывать.
В январе 2017 года было объявлено о новом варианте законопроекта, подготовленном Миниэкономразвития. Было предложено распространить его на предприятия малого и среднего бизнеса, 30 % работников которых являются инвалидами, одинокими или многодетными родителями, выпускниками детских домов и бывшими заключёнными, а их доля в фонде оплаты труда — не менее 25 %. Также социальным предлагалось считать предприятие, не менее 70 % дохода которого приносят определённые виды деятельности, относимые к социальным: здравоохранение, физкультура и массовый спорт, дошкольное образование, детские кружки, социальный туризм, культурно-просветительская деятельность. Документ был направлен на согласование в ФАС, ФНС, Минфин и Минтруд.
В июле 2017 года президент России Владимир Путин анонсировал принятие пакета законов о социальном предпринимательстве осенью этого же года. По его словам, кабинетом министров были подготовлены два законопроекта: в первом определялось понятие социального предпринимательства, во втором прописывались механизмы его реализации. Ожидалось, что Государственная дума примет федеральный закон «О социальном предпринимательстве» в декабре 2017 года, однако этого вновь не произошло.
26 декабря 2018 года на заседании правительства очередной вариант законопроекта о социальном предпринимательстве был одобрен к внесению на рассмотрение в Госдуму. Председатель правительства Дмитрий Медведев назвал четыре критерия отнесения бизнеса к социальному:
1. Социальный предприниматель должен работать в сфере оказания общественно полезных услуг, включая экологию, образование, культурно-просветительскую деятельность. Доля доходов предприятия от такой деятельности должна составлять не менее 50 %.
2. Социальный предприниматель должен брать на работу граждан «социально уязвимых категорий»: инвалидов, пенсионеров, людей предпенсионного возраста, многодетных родителей, выпускников детских домов и некоторых других. Таких работников должно быть не менее половины.
3. Обеспечение доступа произведённых товаров к рынкам сбыта также возлагается на социальное предприятие.
4. Социальное предприятие должно производить товары или услуги, помогающие в жизни категориям граждан, нуждающимся в поддержке[147].

5 марта 2019 года прошли парламентские слушания законопроекта о социальном предпринимательстве в России. В тот же день законопроект был принят Государственной думой в первом чтении. Второе чтение состоялось 9 июля 2019 года, и 11 июля закон был принят в окончательном третьем чтении. 23 июля законопроект получил одобрение в Совете Федерации, а 26 июля 2019 года Закон № 245-ФЗ «О внесении изменений в Федеральный закон „О развитии малого и среднего предпринимательства в Российской Федерации“ в части закрепления понятий „социальное предпринимательство“, „социальное предприятие“» был подписан президентом Владимиром Путиным и вступил в силу.
Принятые поправки реализуют весьма консервативный подход к понятию «социальное предпринимательство» и связывают его с трудоустройством представителей социально незащищённых групп, а также с некоторыми видами деятельности: образовательной, культурной, сохранением языков народов России, с деятельностью по укреплению семьи и поддержке материнства. Однако ряд важных и традиционных для социального предпринимательства в российской и мировой практике направлений не попали под действие закона, в частности, экологическая деятельность, проекты сохранения и развития деревень, возрождения народных художественных промыслов. Закон также не позволяет рассматривать предприятия крупного бизнеса как социальные. Принципиальное упущение принятого документа — непрописанная связь между «социальным предприятием» и «социальным предпринимательством»:

Законопроект не требует, чтобы «социальное предприятие» было занято «социальным предпринимательством» в прямом смысле, им не может быть лишь «деятельность по производству и (или) реализации подакцизных товаров, а также по добыче и (или) реализации полезных ископаемых, за исключением общераспространенных». То есть таковым может быть в том числе и гравийный карьер, в штате которого формально заняты в основном дети-сироты, — попытки отмывания региональных субсидий через них вероятны.
— Олег Сапожков, Дмитрий Бутрин для «Коммерсанта»
С другой стороны, закон сфокусирован не столько на субсидиях, сколько на поддержке инфраструктуры — ЦИССов, а у региональных властей остаётся возможность дополнять перечень социальных предприятий по виду деятельности.
Ещё до принятия федерального закона понятие «социального предпринимательства» присутствовало в некоторых региональных законодательствах Российской Федерации, в частности, Ханты-Мансийского автономного округа («субъекты малого и среднего предпринимательства, осуществляющие деятельность в социальной сфере»), и в «Законе о развитии малого и среднего предпринимательства» Костромской области. После принятия федерального закона соответствующие изменения стали вноситься в региональные законодательства более активно: к февралю 2020 года список таких регионов насчитывал уже 22 субъекта, а к ноябрю — 35 субъектов (из 85).
В октябре 2020 года первый заместитель пред комитета Госдумы по государственному строительству и законодательству Михаил Емельянов предложил освободить от налогов некоторые виды социальных предприятий:

Надо посмотреть какие-то сферы, наиболее важные для общества. По уходу за инвалидами и за пожилыми людьми — возможно, их вообще надо освободить от налогов, этот бизнес. То же самое с детскими садами — тоже социальное предпринимательство. Надо понять, что это не бизнес в чистом виде.
— Михаил Емельянов
В конце января 2021 года премьер-министр Михаил Мишустин сообщил, что кабмин обсуждает расширение перечня видов экономической деятельности, которые смогут получить статус социального предпринимательства. Месяц спустя бизнес-омбудсмен Борис Титов высказался в поддержку предложения о предоставлении статуса социального предпринимателя работодателям, трудоустраивающим осуждённых. В июне 2021 года Госдума приняла в третьем чтении законопроект, временно относящий к социальному предпринимательству розничную торговлю учебной, просветительской и справочной литературой, а также книжной продукцией для детей и юношества, осуществляемую субъектами малого и среднего предпринимательства. Предполагается, что критерии такой деятельности сформулирует Минцифры, а сама инициатива придаст импульс развитию отрасли.
Авторы исследования «Социальное предпринимательство в России: перспективы развития» 2021 года по итогам опроса экспертов в результатах принятия «закона о социальном предпринимательстве» пришли к следующим выводам:

Нынешняя редакция закона о СП фактически инициировала развитие отдельной ветви бизнеса в социальной сфере, ориентированной на поддержку малоимущих и социально ущемленных категорий населения («бизнес-собес»), и по оценкам многих экспертов не внесла ясность в идентификацию и институционализацию явления, а на сегодняшний день только увеличила разнообразие субъектов, выступающих под именем социального предпринимательства, и таким образом усилила неопределенность и остроту дискуссий о будущем СП в России.

Выходом из сложившейся ситуации могла бы стать корректировка закона, дающая ответы на три ключевых вопроса:
1. социальное предпринимательство — это деловая активность по производству социальных изменений, решению социальных проблем, достижению выраженного и измеримого социального эффекта? Или это только производство товаров и услуг в социальной сфере?
2. предоставлять ли статус «социального предприятия» социально ориентированным НКО (СО НКО), по факту ведущим ту же деятельность, что и социальные предприятия в статусе малого/среднего предпринимательства и, соответственно, предоставлять ли таким НКО субсидии как субъектами СП? От принятого решения будет зависеть выбор социальными предпринимателями организационно-правового статуса их предприятий.
3. органы власти какого уровня должны обладать полномочиями по предоставлению статуса социального предпринимателя и ведению реестра социальных предприятий?[124]

По мнению авторов исследования, наличие целого ряда таких фундаментальных насущных вопросов говорит о том, что социальное предпринимательство в России находится в своём развитии у принципиальной «развилки». Несмотря на ряд концептуальных вопросов, оставшихся без ответа после принятия федерального Закона «О социальном предпринимательстве», в России разрабатывается региональное законодательство в этой сфере. Пилотным регионом по внедрению закона о социальном бизнесе стала Югра.
В ноябре 2022 года были приняты поправки в статью 24-1 Федерального закона «О развитии малого и среднего предпринимательства в Российской Федерации», призванные обеспечить возможность получения статуса социального предприятия индивидуальными предпринимателями — инвалидами без наёмных работников, а также индивидуальными предпринимателями — инвалидами, трудоустроившими хотя бы одного работника из числа социально уязвимых категорий граждан.
В июле 2024 года лидер партии «Справедливая Россия — За правду» Сергей Миронов предложил ввести для социальных предпринимателей единые федеральные льготы, освободив их от уплаты налога на прибыль. Соответствующий законопроект внесён на рассмотрение в Госдуму.

#### Реестр социальных предпринимателей
10 января 2020 года вступил в силу приказ Министерства экономического развития № 773 «Об утверждении Порядка признания субъекта малого или среднего предпринимательства (МСП) социальным предприятием и Порядка формирования перечня субъектов малого и среднего предпринимательства, имеющих статус социального предприятия».
В тексте приказа Минэкономразвития перечислены документы, необходимые для получения статуса. Вместе с приказом министерство разослало в регионы России письмо с указаниями по его исполнению.
Согласно приказу, предприниматели, желающие получить статус «социальное предприятие» в «первой волне», должны были предоставить до 1 марта 2020 года сокращённый пакет документов в региональные уполномоченные органы. Те, в свою очередь, должны были принять решение о присвоении статуса до 1 апреля 2020 года. По итогам «первой волны» статус получили 1197 субъектов малого и среднего бизнеса, из которых 60 % — индивидуальные предприниматели и 40 % — юридические лица. 9 из 10 зарегистрированных предприятий представляют собой микропредприятия. Из 85 субъектов Российской Федерации в 29 не было зарегистрировано ни одного социального предприятия.
«Вторая волна» приёма документов завершилась 15 июня, соискатели статуса должны были подавать уже полный пакет документов. По итогам рассмотрения поданных заявок был составлен реестр социальных предпринимателей. Согласно данным ФНС РФ, по итогам обеих «волн» регистрации социальные предприятия были зарегистрированы в 72 субъектах Российской Федерации, общее число зарегистрированных социальных предприятий составило 2869, ими создано 15 303 рабочих места. В то же время, в 22 регионах России было зарегистрировано менее 20 социальных предприятий, а ещё в 13 субъектах — ни одного социального предприятия. Более 100 социальных предприятий было зарегистрировано в Московской области (291), Ханты-Мансийском автономном округе (201), Республике Башкортостан (193), городе Москве (190) и Тульской области (161). Минэкономразвития планировало, что к концу 2021 года в реестр войдут 3,5 тысячи социальных предпринимателей, однако уже октябре в реестре были зарегистрированы свыше 6 тысяч социальных предприятий.
На август 2022 года число зарегистрированных социальных предприятий составило 6 921. Лидерство по числу социальных предпринимателей удерживают Московская область (722), Республика Башкортостан (362), Нижегородская область (324), Ханты-Мансийский автономный округ — Югра и Приморский край.
В 2022 году Госдума приняла законопроект, позволяющий получить статус социального предприятия индивидуальным предпринимателям с инвалидностью и без наемных работников.
Большинство социальных предпринимателей, внесённых в реестр, предоставляют услуги по уходу за детьми, действуют в сфере дополнительного образования, спорта, здравоохранения, физкультурно-оздоровительной деятельности. Ряд предпринимателей активны в области культуры, искусства и народных промыслов. Некоторые социальные предприниматели занимаются вопросами ухода за пожилыми людьми, издательской и полиграфической деятельностью, пошивом и ремонтом одежды (в частности, для инвалидов), решают проблемы защиты окружающей среды, производят технические средства реабилитации, работает в сфере информационных технологий. Низкую заинтересованность предпринимателей в регистрации эксперты объясняют недостаточной информированностью. Кроме того, банковский сектор в России не отреагировал на вступление в силу закона о социальном предпринимательстве и, по-прежнему, не выделяет социальных предпринимателей из множества мелких и средних, не предлагая социальному бизнесу никаких особых условий или специальных программ кредитования.
Российские зарегистрированные социальные предприниматели должны подтверждать свой статус ежегодно: с 2021 года приём документов осуществляется раз в год, до 1 мая.
Ожидается, что принятие поправок, позволяющих включить в реестр социальных предпринимателей людей с инвалидностью позволит расширить реестр не менее, чем на 10 %. Ещё один потенциальный источник расширения реестра эксперты видят в переходе самозанятых с инвалидностью в статус предпринимателей.
К концу 2022 года число зарегистрированных социальных предпринимателей в России приблизилось к 8 тысячам (по другим данным, к 7 тысячам). К сентябрю 2023 года число участников Реестра социальных предприятий превысило 10 тысяч, а по итогам года выросло на 37 %. На февраль 2025 года в реестре числились более 12 200 социальных предпринимателей. Их совокупный доход по итогам 2024 года превысил 140 миллиардов рублей. По оценке экспертов Торгово-промышленной палаты, потенциально на этот статус в России могут претендовать до 50 тысяч предприятий.

## Перспективы
По мнению экспертов, перспективы развития социального предпринимательства в России неопределённые. Вероятность роста деловой активности и социальной сознательности россиян низкая. Соответственно, существенные инвестиции со стороны российского бизнеса в социальные проекты не ожидаются. Россиянам в целом не понятно и не близко слияние предпринимательской и социальной деятельности, им гораздо привычнее традиционный бизнес с последующим направлением части прибыли на благотворительность (меценатство) или социальная ответственность.
Российское государство, заметив мировой тренд социального бизнеса, увидело в нём возможность переложить нагрузку по социальной поддержке населения на плечи «частников». Таким образом, социальное предпринимательство в России фактически приравнивается к социальной работе в целом, «видится чем-то вроде бизнес-собеса». Такая трактовка понятия заведомо ограничивает круг потребителей продуктов и услуг социального бизнеса привычной клиентурой центров социальной защиты: это инвалиды, пенсионеры, многодетные и одинокие родители, сироты и выпускники детских домов.
Отсюда, в свою очередь, складывается перечень наиболее перспективных направлений социальной бизнес-деятельности: социально-бытовые, медицинские, оздоровительные услуги, услуги сиделок и патронажных сестёр, хосписы, услуги детских садов и яслей, образовательные услуги.
В рамках этой логики не остаётся места для главной задачи социального предпринимательства: производства «социальных изменений» через производство товаров и услуг в социальной сфере.
Эксперты заключают, что перспективы социального предпринимательства в России будут зависеть от ответов на два вопроса:
1. продолжит ли государство самоустраняться из социальной сферы, включая здравоохранение и социальное обеспечение, передавая часть своих функций частному бизнесу и социально-ориентированным НКО;
2. начнёт ли крупный бизнес отличать социальное предпринимательство от благотворительности и социальной ответственности, и войдёт ли в социальную деловую сферу как полноправный игрок с инвестициями и франшизами[134].

Ответы на эти вопросы появятся только после завершения глобального экономического кризиса, связанного с пандемией COVID-19 и кардинально искажающего и «затемняющего» экономическую картину.

## Присутствие в массовой культуре
В мае 2024 года к 5-летию закрепления в российском законодательстве понятия «социальное предпринимательство» была выпущена тематическая немаркированная карточка с изображением логотипа «Социальный предприниматель» и логотипа фонда «Наше будущее».